# Ватерграфсмер
Ватерграфсмер (нидерл. Watergraafsmeer) — польдер в провинции Северная Голландия, Нидерланды. С 1921 года входит в состав Амстердама.
Территория Ватерграфсмера была осушена в 1629 году, в XVII и XVIII веках здесь находилось несколько загородных вилл (nl:Buitenplaats), но до настоящего времени сохранилась лишь одна — nl:Frankendael.

## Известные жители
- Макс Эйве — шахматист и математик, пятый чемпион мира по шахматам.

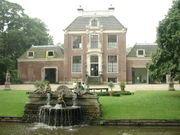
nl:Frankendael